# Midnight Sun (serie de televisión)
Midnight Sun es una serie de televisión sueco-francesa de 2016 y cuya primera emisión fue el 23 de octubre de 2016 en la cadena estatal sueca de televisión SVT1. En Suecia la serie fue titulada Midnattssol y en Francia como Jour Polaire.

## Historia
Tras el brutal asesinato de un ciudadano francés ocurrido en Kiruna, una pequeña comunidad minera al norte de Suecia, la investigadora de homicidios francesa Kahina Zadi (Leïla Bekhti) es enviada de París a Suecia donde se une a Rutger Burlin (Peter Stormare) y al fiscal local Anders Harnesk (Gustaf Hammarsten) para investigar el asesinato, el cual parece estar conectado a un ritual Sami, una antigua y misteriosa tribu indígena del norte de la península escandinava, en el círculo polar ártico.
Pronto no sólo se encontrarán investigando el asesinato del ciudadano francés, sino nuevas matanzas y se darán cuenta de que el caso es mucho más complejo de lo que creían y el primer crimen sólo es la punta del iceberg.

## Personajes

### Personajes principales
| Actor             | Personaje           | Ocupación                   | Nº de episodios | Duración        |
| ----------------- | ------------------- | --------------------------- | --------------- | --------------- |
| Leïla Bekhti      | Kahina Zadi         | Investigadora de Homicidios | 8               | 2016 - presente |
| Peter Stormare    | Rutger Burlin       | -                           | 8               | 2016 - presente |
| Gustaf Hammarsten | D.A. Anders Harnesk | Fiscal                      | 8               | 2016 - presente |
| Richard Ulfsäter  | Thor                | -                           | 6               | 2016 - presente |

### Personajes recurrentes
| Actor                    | Personaje        | Ocupación   | Nº de episodios | Duración        |
| ------------------------ | ---------------- | ----------- | --------------- | --------------- |
| Denis Lavant             | Pierre Carnot    | -           | 8               | 2016 - presente |
| Albin Grenholm           | Kimmo            | -           | 8               | 2016 - presente |
| Jakob Hultcrantz Hansson | Thorndahl        | -           | 8               | 2016 - presente |
| Clara Kallenius          | -                | Periodista  | 8               | 2016 - presente |
| Karolina Furberg         | Jessika Harnesk  | -           | 6               | 2016 - presente |
| Oscar Skagerberg         | Kristoffer Hanki | -           | 6               | 2016 - presente |
| Editha Domingo           | Mabée            | -           | 5               | 2016 - presente |
| Olivier Gourmet          | Alain Gruard     | -           | 5               | 2016 - presente |
| Tomas Glaving            | -                | -           | 5               | 2016 - presente |
| Pelle Heikkilä           | Marko Hesling    | -           | 2               | 2016 - presente |
| Sofia Jannok             | -                | Chamán Sami | -               | 2016 - presente |

## Episodios
La primera temporada de la serie está conformada por 8 episodios. 

## Premios y nominaciones
| Año  | Categoría   | Premio         | Nominado (a) | Resultado |
| ---- | ----------- | -------------- | ------------ | --------- |
| 2016 | Best Series | Audience Award | Midnight Sun | Ganó      |

## Producción
Dirigida por Måns Mårlind y Björn Stein, cuenta con los escritores Mårlind, Stein, Henrik Jansson-Schweizer y Patrick Nebout.
Es producida por Marc Jenny y Jan Marnell en conjunto con los productores ejecutivos Jansson-Schweizer, Stefan Baron, Olivier Bibas, Patrick Nebout, Mikael Wallen, junto a la co-productora Per-Erik Svensson así como con la productora asociada Anna Fukuda, la productora de línea Anna Björk y Sirel Peensaar.
La música está a cargo de Nathaniel Méchaly, mientras que la cinematografía es realizada por Erik Sohlström.
La serie se filmó en Kiruna y en el Parque nacional de Abisko, Provincia de Norrbotten, y en la escuela "Nacka Gymnasium", Nacka, Estocolmo, Suecia.
El 24 de octubre del 2016 se anunció que la serie sueco-francesa había obtenido 1.391.000 espectadores durante su primer episodio transmitido a través de SVT1, ganándole a la popular serie escandinava Bron/Broen.
Cuenta con la compañía de producción "Sveriges Television (SVT)", presentada por "Canal+", en la producción con "Nice Drama" y "Atlantique Productions", en colaboración con "Filmpool Nord", "C More" y "Nordisk Film & TV Fond".
Desde el 2016 es distribuida por "Studio Canal" a través de todos los medios y por "Sveriges Television (SVT)" en la televisión de Suecia. 
El 18 de octubre del 2016 se anunció que la cadena SBS había adquirido los derechos para Australia de la serie.

### Emisión en otros países
| País      | Título       | Cadenas | Fecha de Inicio | Fecha de Finalización |
| --------- | ------------ | ------- | --------------- | --------------------- |
| Australia | Midnight Sun | SBS     | 12/01/2017      | -                     |
| Francia   | Jour polaire | Canal+  | 28/11/2016      | -                     |
| Suecia    | Midnattssol  | SVT1    | 26/10/2016      | -                     |